# Dunaremete
Dunaremete (horvátul: Remieta) község Győr-Moson-Sopron vármegyében, a Mosonmagyaróvári járásban.

## Fekvése
Dunaremete önálló község a püski körjegyzőségben, a Szigetköz középső harmadában, a Duna jobb partján; Mosonmagyaróvártól 13 kilométerre keletre, Győrtől 26 kilométerre északnyugatra fekszik. A szigetközi 1401-es számú útról Hédervár vagy Darnózseli felől Lipóton keresztül, Halásziból Püskin át közelíthető meg, mindkét irányból az 1405-ös úton érhető el a település. A múlt században hajókikötő is működött itt, vízállásjelentésben rendszeresen említik itt a Duna vízállását.

## Története és jelene
A település neve a nyelvtudomány szerint a magyar „remete” főnévből keletkezett, míg a „Duna” előtag a folyam mellékére utal. A tudományos magyarázattal „egybevág” a helyi eredetmonda is: e szerint – amint azt Timaffy László gyűjtéséből ismerjük – a falu helyén egykor régen két remete éldegélt, akik pártfogásuk alá vették és letelepítették a Duna szigetein politikai vagy vallási okokból bujdosókat, így alakult ki körülöttük lassanként a mai település őse.
Történelmi tény viszont, hogy 1443-ban már oklevélben is említtetik „Remethe” a Hédervári család birtokaként. Első lakói valószínűleg halászok, vízen és vízből élő emberek voltak. Feltételezhetjük, hogy az árvizek – miként a szomszédos Duna-menti településeket – Remetét is többször elpusztították és kényszerítették újjáépíttetni a Dunától távolabb eső részeken.
A falu lakói a kor szokásai szerint földesuruk vallását követték, így a Bakicsok alatt evangélikusokká lettek. Szeghalmy Gyula szerint a falu temploma 1613 és 1660 között az evangélikusok kezén volt; a 17. század végén azonban Remete lakói már ismét katolikusok, Héderváry István erőszakos rekatolizációja következtében. Földesurai az 1696. évi összeírás szerint a Viczay és a Széchenyi családok voltak. Dunaremete mai 125 m² alapterületű, Nepomuki Szent János tiszteletére szentelt temploma 1775-ben épült. Építésekor a hagyomány szerint felhasználták az egykori protestáns templom tégláit is. A remetei r. egyházközség a püski plébánia leányegyházaként működött évszázadokon keresztül, az Esztergomi főegyházmegye keretein belül.
Dunaremete életében jelentős dátum 1884, amikor az addig Pozsony vármegyéhez tartozó települést Moson vármegyéhez csatolják. A falu első iskoláját a feljegyzésekben 1800-ban említik: ezt 1830-ban, majd 1850-ben átépítik. Az rk. elemi iskola működéséről konkrétabb adatokkal csak 1929-ből rendelkezünk, ekkor Sebő Imre tanító 1 tanteremben 6 osztály 49 rendes tanulója mellett 26 ismétlőiskolás oktatását is ellátta.
Az első világháború érzékeny veszteségeket okozott, a Remetéről hadba vonult 40 fiatal közül 18 hősi halált halt – ez a falu férfi lakosainak 5%-át jelentette. A településről részletes leírással rendelkezünk 1929-ből. A falu határa ekkor 663 kh., melyből szántó 355, legelő 137, erdő 8, kert 5, nádas 8, terméketlen 150 kh. Az agyagos homoktalajon főként búza, rozs, árpa, zab, köles, kukorica és takarmányrépa terem. A 8 holdas erdőbirtok a dunaremetei gazdaközösség tulajdona volt és főként fűz- és nyárfákból állt. A falu lakossága ekkor 369 lélek, kivétel nélkül magyar és római katolikus. A házak száma 70 volt. A községben jól felszerelt Önkéntes Tűzoltó Egyesület, valamint Levente Egyesület működött. Az iparosok sorában csupán 1-1 kovács, kőműves, illetve kereskedő volt található.
„Ennek a községnek is nagy áldását képezi a nagy Duna árvédelmi töltése” – írták Dunaremetéről 1929-ben teljes joggal, hiszen így biztonságosabbá válhatott a falu élete. Ugyancsak a Dunához kapcsolódik az 1930-as évek másik nagy eseménye is, a hajóállomás átadása. Az addig nehezen megközelíthető település ezáltal bekapcsolódhatott a „forgalomba”; talán ez is közrejátszott abban, hogy 1938-ban már 21 iparos és 11 közszolgálati alkalmazott is élt a faluban a 350 földművelő mellett. A második világháború utáni változások nem kedveztek Dunaremete fejlődésének. A háborús emberveszteségek, a Duna ismételt határfolyóvá válása, a téeszesítés, a hajóállomás megszüntetése,  az iskolák körzetesítése mind hozzájárult a fiatalok elvándorlásához, ezáltal a lakosság elöregedéséhez, ami a népesség jelentős csökkenését eredményezte. Az 1960-ban még 350 fő által lakott Dunaremete lakossága 1996 végén 243 fő. A lakosság megtartása érdekében az önkormányzat az utóbbi években építési telkeket alakított ki. Kiépítették az ivóvíz- és a szennyvízcsatorna-hálózatot: az előbbihez 106, az utóbbihoz 48 lakás csatlakozott eddig. Távbeszélő fővonallal 59 lakás rendelkezik. Dunaremetén sem óvoda, sem általános iskola nem működik: a gyermekek korábban Püskire jártak, de 2007 szeptemberétől Darnózselivel kötött oktatási társulás (óvoda, általános iskola) révén (Kisbodak is) társulva Darnózselibe járnak át. Helyben művelődési ház, valamint egy kis könyvtár igyekszik szolgálni a lakosság igényeit. A faluban 2 élelmiszerbolt, valamint 3 vendéglátóhely működik.
Népszokásait a legényavatás előtti korbácsolást az 1960-as években feljegyezték.
Dunaremete egészségügyi ellátását szintén Püskiről oldják meg, innen jár át a lelkipásztor is – 1991 óta immár a Győri Egyházmegye keretében. A falu lakosságának döntő többsége (mintegy 98%-a) római katolikus vallású.
A falu igen gazdag népi hagyományokban: a „világtól” való viszonylagos elzártság értékes szokások fennmaradását, továbbélését segítette. Dunaremete és környéke kiválóan alkalmas gyalog- ill. kerékpártúrák szervezésére. A pihenésre, szórakozásra, kirándulásra vágyókat az önkormányzat panziója is várja.

## Közélete

### Polgármesterei
- 1990–1994: Nagy Attila (független)[6]
- 1994–1998: Nagy Attila (független)[7]
- 1998–2001: Nagy Attila Károly (független)[8]
- 2001–2002: Kanka Tibor (független)[9][10]
- 2002–2006: Marovits Géza (független)[11]
- 2006–2010: Marovits Géza (független)[12]
- 2010–2014: Marovits Géza (független)[13]
- 2014–2019: Marovits Géza (független)[14]
- 2019–2024: Marovits Géza (független)[15]
- 2024– : Nagy Zoltán Alajos (független)[1]

A településen 2001. szeptember 23-án időközi polgármester-választást tartottak, aminek oka még tisztázást igényel.

## Népesség
A település népességének változása:
| Lakosok száma | 248  | 251  | 247  | 256  | 253  | 272  | 259  |
|               | 2013 | 2014 | 2015 | 2021 | 2022 | 2023 | 2024 |

A 2011-es népszámlálás során a lakosok 92,3%-a magyarnak, 0,4% horvátnak, 1,2% németnek, 0,4% románnak mondta magát (7,7% nem nyilatkozott; a kettős identitások miatt a végösszeg nagyobb lehet 100%-nál). A vallási megoszlás a következő volt: római katolikus 69,9%, református 2,4%, evangélikus 0,8%, felekezeten kívüli 7,3% (17,9% nem nyilatkozott).
2022-ben a lakosság 94,9%-a vallotta magát magyarnak, 1,2% németnek, 0,4-0,4% bolgárnak, cigánynak, szlováknak, románnak és görögnek, 1,2% egyéb, nem hazai nemzetiségűnek (5,1% nem nyilatkozott; a kettős identitások miatt a végösszeg nagyobb lehet 100%-nál). Vallásuk szerint 51,4% volt római katolikus, 2,8% református, 0,4% evangélikus, 0,4% ortodox, 1,2% egyéb keresztény, 8,3% felekezeten kívüli (35,6% nem válaszolt).

## Nevezetességei
- Dunai hajós emlékmű

Az egykor a Duna ezen szakaszán szolgálatot teljesítő hajósoknak állít emléket az emlékmű. A község lakói nem feledik az egykor forgalmas, a kereskedelemben fontos szerepet játszó kikötőt, és szívügyüknek tekintik ezeknek az emléktárgyaknak a kiállítását, valamint az egykori hajóállomás területének folyamatos gondozását.
- kápolna[20][21]
- római katolikus templom[22]
- horgásztó[23]

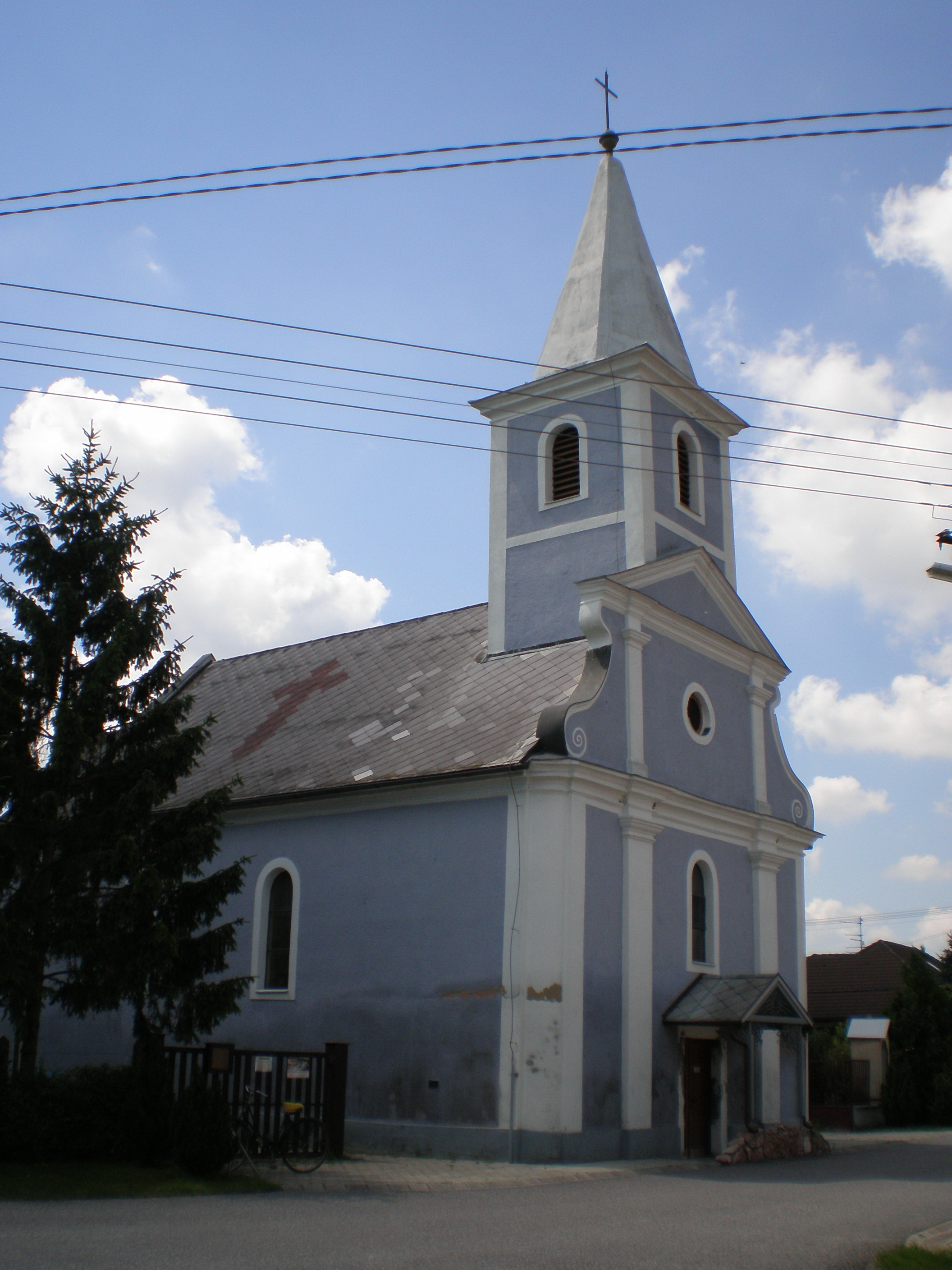
1812-ben épült római katolikus templom
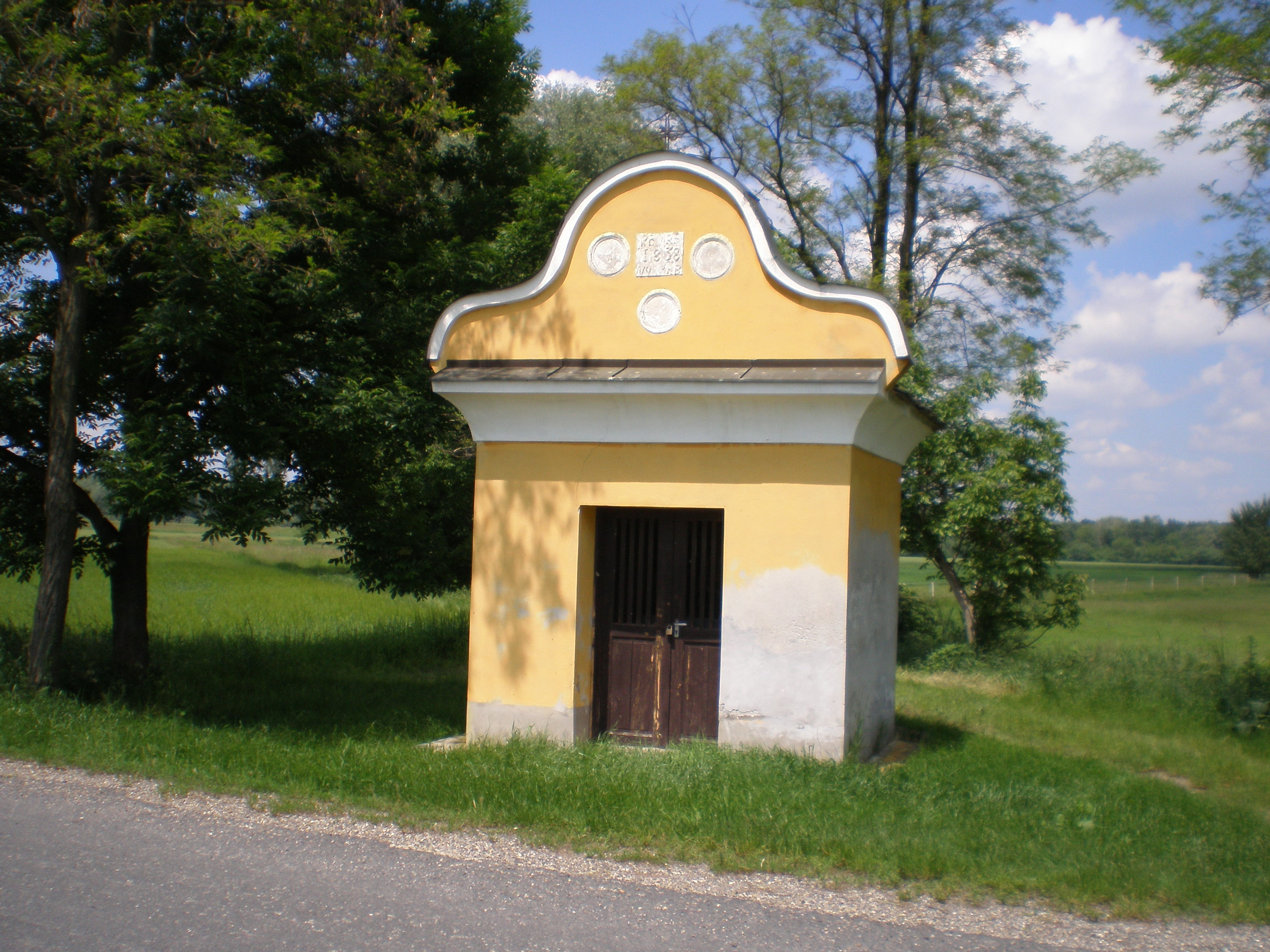
1838-ban épült kápolna
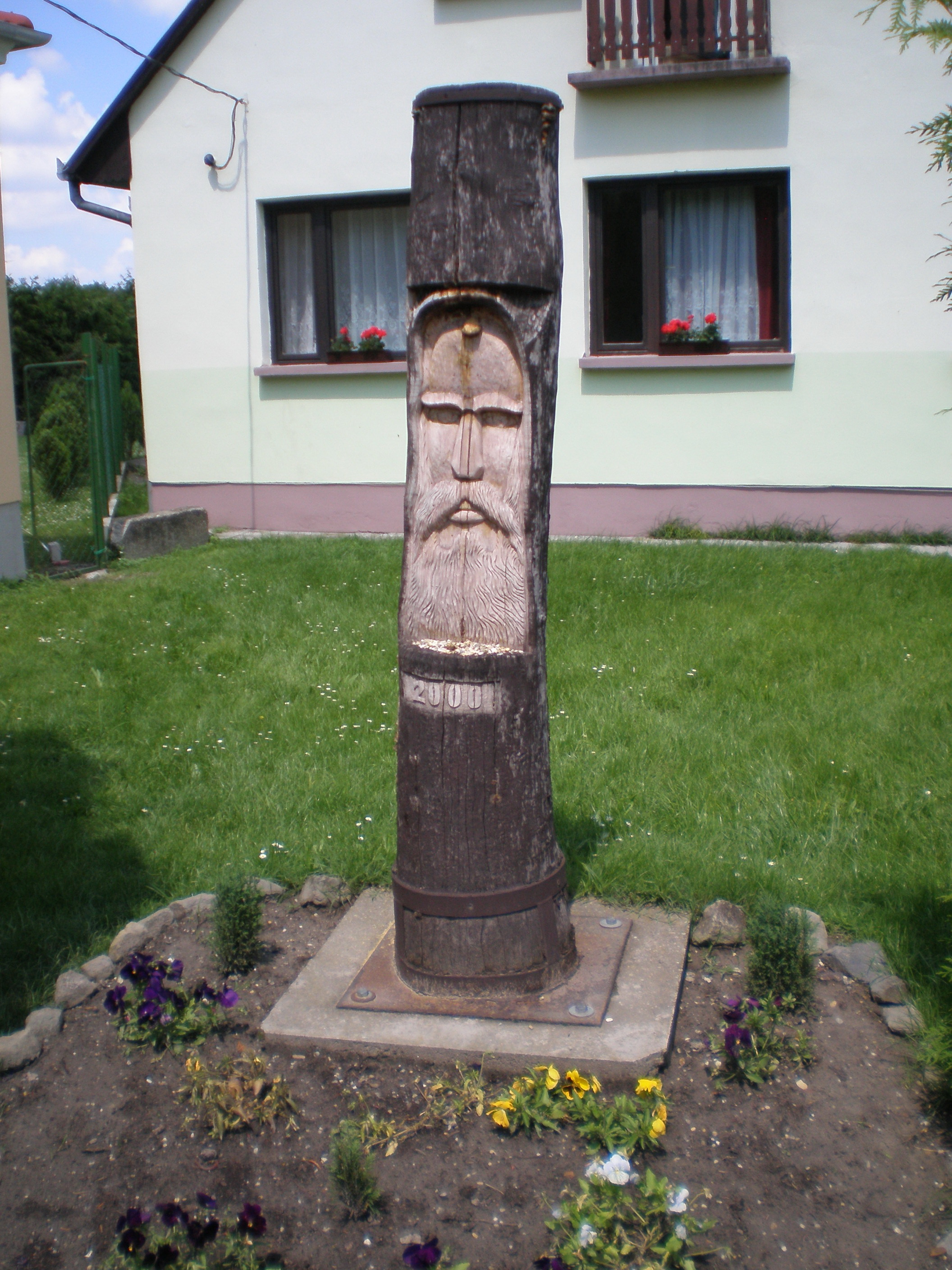
Emlékoszlop 2000-ből